# Škofija Timmins
Škofija Timmins je rimskokatoliška škofija s sedežem v Timminsu (Kanada).

## Geografija
Škofija zajame področje 26.200 km² s 99.000 prebivalci, od katerih je 59.750 rimokatoličanov (60,4 % vsega prebivalstva).
Škofija se nadalje deli na 24 župnij.

## Škofje
- Louis Rhéaume (10. december 1938–8. maj 1955)
- Maxime Tessier (8. maj 1955–24. marec 1971)
- Jacques Landriault (24. marec 1971–13. december 1990)
- Gilles Cazabon (13. marec 1992–27. december 1997)
- Paul Marchand (8. marec 1999–24. julij 2011)
- Serge Patrick Poitras (10. november 2012–danes)